# Galloromán nyelvek
A galloromán nyelvek az újlatin nyelvek nyugati ágának egyik csoportja, amelyek az ókori Gallia, vagyis a mai Franciaország, Svájc bizonyos tartományai, illetve Olaszország északi részén alakultak ki. Két kisebb csoportra oszthatók: galloitáliaira, amelybe az észak-itáliai dialektusok, valamint gallorhaetiaira, ahová a francia és a rétoromán nyelvváltozatok tartoznak. (Az okcitán és a katalán besorolásának kérdését lásd az iberoromán nyelveknél.) A galloromán nyelvek nyelvtanilag és hangtanilag az iberoromán nyelvekhez állnak legközelebb.

## Főbb közös jellemzőik
- A többes számot – a galloitáliai dialektusok kivételével – -s hozzáadásával képzik. A nyelvészek álláspontja szerint történetileg a galloitáliai nyelvek is -s hozzáadásával képezték a többes számot (ennek maradványai megtalálhatóak pl. egyes lombard szóalakokban: tütt [tyt] / tb. tücc [tyʧ] < *tüts), azonban a kétnyelvűség és az olasz hatás miatt elvesztették a szóvégi -s hangot.
- A magánhangzók közötti [p, t, k] zárhangok zöngésültek, a franciában és bizonyos galloitáliai dialektusokban el is tűntek.
- A szavak alaktanilag erősen redukálódtak, a szóvégi -e, -o magánhangzókat (a francia az -a-t is), illetve vele együtt az utolsó szótagot, valamint a franciában az -s-t is elvesztették.
- A szóalakok nagymértékű rövidülése következtében kiterjedt a különböző módosító szók, személyes névmások, valamint az igei körülírások használata (pl. kötelező érvényű az igei hangsúlytalan személyes névmások használata).

## Csoportosításuk
- Nyugati újlatin nyelvek
  - Galloromán nyelvek[1]
    - Gallo–rhaetiai csoport
      - Francia (vagy „oïl”[2]) alcsoport
        - francia
        - vallon
        - pikárd
        - burgundi

      - Frankoprovanszál vagy arpitán nyelvjárások[3]
      - Okcitán („oc” alcsoport)[4][5]
        - gascon és aráni
        - lengadòci (franciásan languedoci)
        - provanszál
        - vivaroaupenc
        - auvergnat
        - limousin
        - zsidóprovanszál (shuadit) †

      - Rétoromán dialektusok (rhaetiai alcsoport)
        - romans
        - ladin
        - friuli

    - Galloitáliai (északolasz) csoport
      - emilián–romanyol
      - ligur
      - lombard
      - piemonti
      - velencei

 megjegyzés: A galloromán nyelvek csoportosítását nehezíti a nyelv és dialektus problematikája: a hagyományos nyelvészeti források csak francia, okcitán és rétoromán nyelveket különböztetnek meg; a galloitáliai dialektusokat csak „északolasz nyelvjárásoknak” tekintik.